# سیارک ۱۰۸۰۲
سیارک ۱۰۸۰۲ (به انگلیسی: 10802 Masamifuruya، نامگذاری:1992UL6) ده هزار و هشتصد و دومین سیارک کشف شده‌است که در ۲۸ اکتبر ۱۹۹۲ کشف شد.
قدر مطلق سیارک برابر ۲۵.۷ است.